# Agia Paraskevi (Kato Akourdaleia)

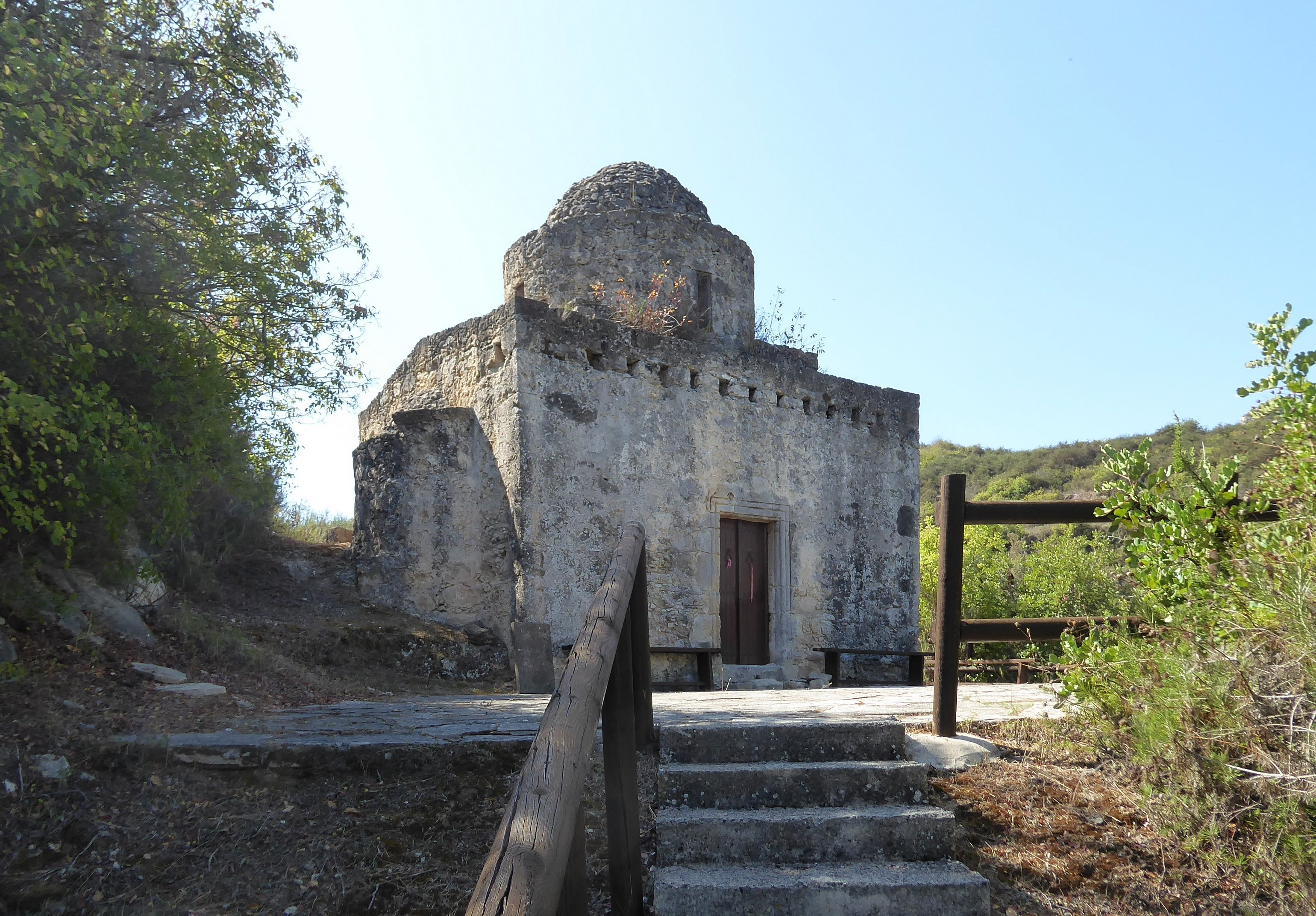
Die Kirche Agia Paraskevi

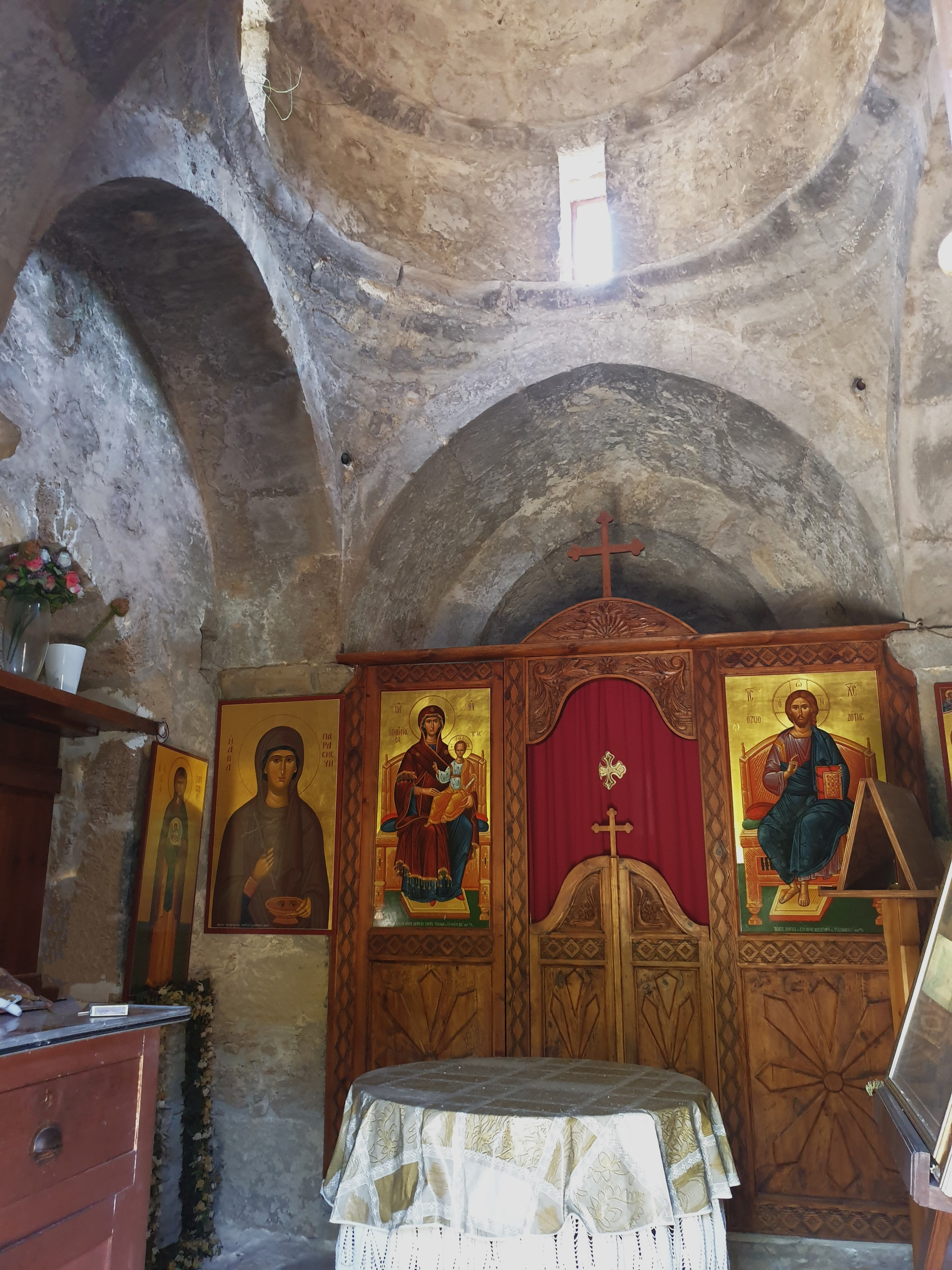
Inneres Richtung Osten, Blick zur Ikonostase

Die Kirche Agia Paraskevi (griechisch Αγία Παρασκευή) ist ein Kirchengebäude der zyprisch-orthodoxen Kirche in Kato Akourdalia (Bezirk Paphos) auf Zypern. Die Kirche steht frei am Grund einer schwer zugänglichen tiefen Talsenke westlich unterhalb des Ortes.

## Geschichte
Die Kirche entstand im 15. Jahrhundert im franco-byzantinischen Stil mit der für Zypern typischen Vermengung von Einflüssen fränkischer Bauformen unter der Kreuzfahrerherrschaft des Hauses Lusignan auf die byzantinische Kirchenarchitektur mit der Verwendung gotischer Architekturelemente. Die ursprüngliche Ausmalung des Inneren mit Fresken hat sich nicht erhalten.
Es handelt sich bei dem kleinen Saalbau um eine kleine Kuppelkirche auf einem annähernd quadratischen Grundriss mit Halbkreisapsis und mit zwei rechteckigen Türöffnungen mit gemeißelten profilierten Rahmen. Unterhalb der zentralen Kuppel hat die Kirche einen niedrigen quadratischen Sockel, der den zylinderförmigen Aufbau der kleinen Kuppel trägt. Im Inneren sind in der Nord- und Südwand Spitzbögen ausgebildet, die die Wand als Schmuck gliedern, aber auch zusammen mit den flachen Gewölben im Osten und Westen die vier Zwickel bilden, die die Kuppel tragen.